# Karel Kužel
Carl Wenzel Kužel, detto Karel (Vienna, 28 agosto 1899 – Vienna, 23 dicembre 1952), è stato un calciatore cecoslovacco, di ruolo attaccante.

## Carriera

### Nazionale
Nato a Vienna (oggi Austria ma all'epoca Impero austro-ungarico), debutta il primo luglio 1923, vestendo la maglia della Cecoslovacchia contro la Romania (0-6).